# Entertainment!
Entertainment! è l'album di debutto della band post-punk britannica Gang of Four, pubblicato nel settembre del 1979 dalla EMI.

## Il disco
La musica del disco ha chiare caratteristiche punk rock e new wave, ma sono presenti anche elementi tipici del funk e influenze reggae e dub. Una delle particolarità del disco è il suono del basso, molto più marcato rispetto alla tradizione rock e punk rock.
Nel 2003 la rivista musicale Rolling Stone lo ha inserito nella lista dei migliori 500 album di tutti i tempi alla posizione numero 490.
Al 2009, sono state vendute più di 100 000 copie nel solo Regno Unito.

## Tracce
Testi e musiche di Dave Allen, Hugo Burnham, Andy Gill, Jon King.
1. Ether – 3:52
2. Natural's Not in It – 3:09
3. Not Great Men – 3:08
4. Damaged Goods – 3:29
5. Return the Gift – 3:08
6. Guns Before Butter – 3:49
7. I Found That Essence Rare – 3:09
8. Glass – 2:32
9. Contract – 2:42
10. At Home He's a Tourist – 3:33
11. 5.45 – 3:48
12. Anthrax – 4:23
13. Outside The Trains Don't Run On Time (bonus track edisione EMI 1995) – 3:27
14. He'd Send In The Army (bonus track edisione EMI 1995) – 3:40
15. It's Her Factory (bonus track edisione EMI 1995) – 3:08

Durata totale: 50:57